# آکرمانز اند ون هارن
آکرمانز اند ون هارن (به هلندی: Ackermans & van Haaren) شرکت خوشه‌ای بلژیکی است، که دفتر مرکزی آن در شهر آنتورپ قرار دارد.
این شرکت در عمل یک پیمان‌کار عمومی است، که تخصص اصلی آن در زمینه طراحی، مهندسی و اجرای زیرساخت‌ها و سازه‌های دریایی می‌باشد، همچنین به‌عنوان یکی از بزرگترین شرکت‌های لایروبی در جهان شناخته می‌شود.
شرکت آکرمانز اند ون هارن، در ۵ بخش عمده فعالیت می‌نماید: بانکداری خصوصی (بانک دیلن؛ یکی از بزرگترین بانک‌های خصوصی بلژیک، شرکت مدیریت دارایی جی‌ام فین در بریتانیا، بانک جی. ون بردا اند سی°، در بلژیک)، مشاوره املاک (آژانس املاک لیزاینوست؛ سرمایه‌گذاری در ساخت‌وساز، شرکت اکستنسا؛ توسعه زیرساخت‌های مسکونی متمرکز در بلژیک، لوکزامبورگ و اروپای مرکزی)، انرژی، کشاورزی (گروه سیپف؛ ارائه خدمات صنعتی در کشاورزی) و سرمایه‌گذاری (شرکت سوفینیم و شرکت جی‌آی‌بی). 